# Oasisamérica

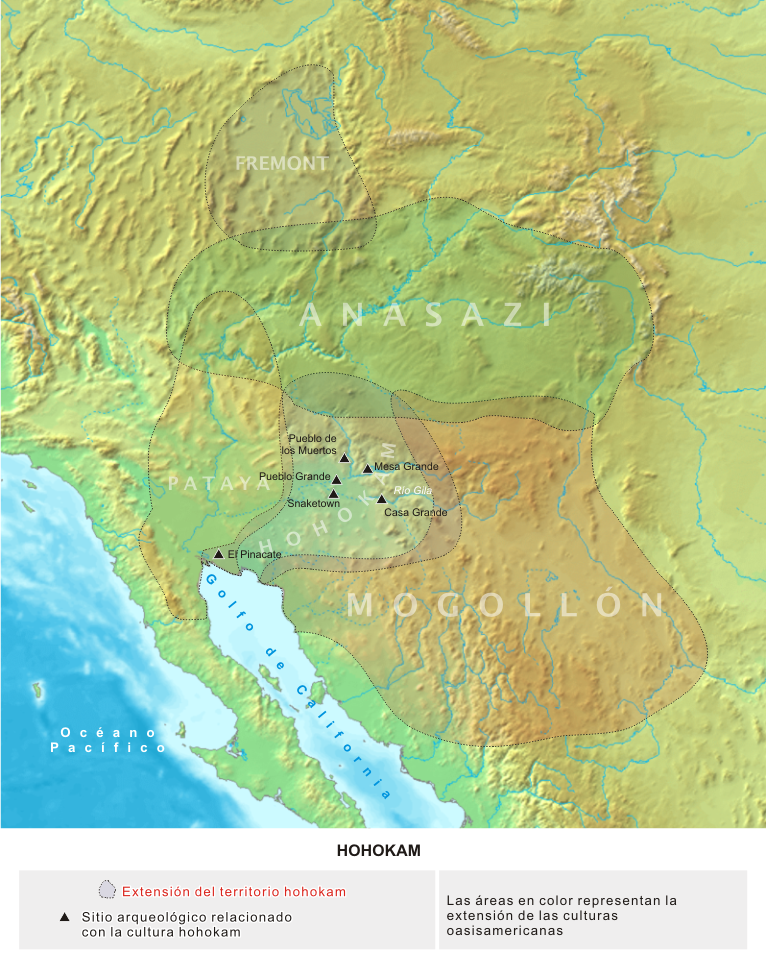
Zonas culturais da Oasisamérica

Oasisamérica é uma super-área cultural da América do Norte pré-colombiana. Estende-se desde o território do Utah, nos Estados Unidos da América até ao sul de Chihuahua, no México e desde a costa de Sonora no golfo da Califórnia até ao vale do Rio Bravo. Civilizacionalmente, trata-se de uma área intermédia entre a Mesoamérica e a Aridoamérica.
Ao contrário dos seus vizinhos do deserto aridoamericano, os habitantes desta região eram agricultores, ainda que as condições climáticas não lhes permitissem uma grande abundância nas colheitas, pelo que se viam obrigados a recorrer à caça e recolecção como meios de complementar a sua subsistência.